# Psilodera valida
Psilodera valida är en tvåvingeart som först beskrevs av Christian Rudolph Wilhelm Wiedemann 1830.  Psilodera valida ingår i släktet Psilodera och familjen kulflugor. Inga underarter finns listade i Catalogue of Life.